# St. Marien (Schmelz)

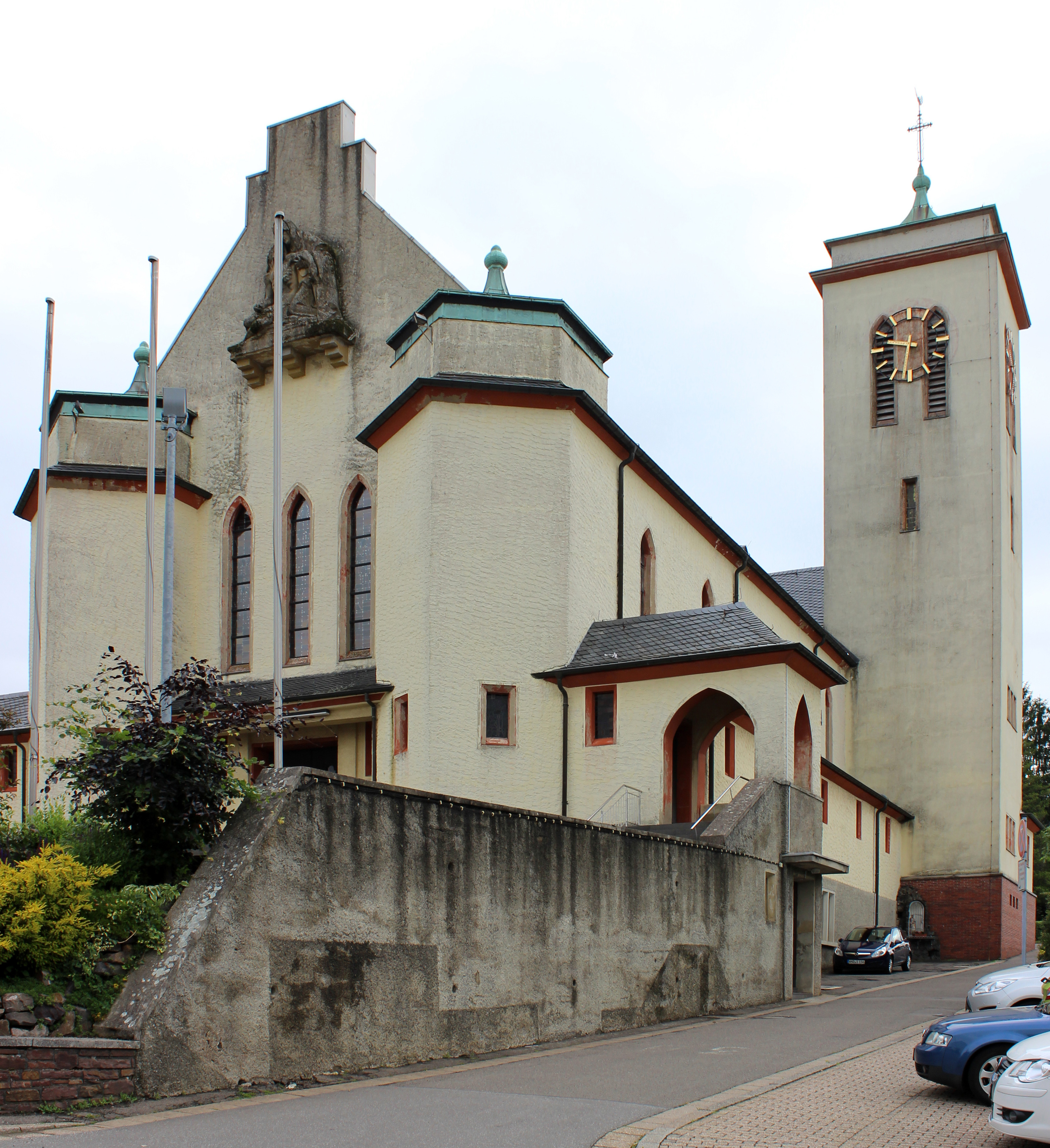
Die katholische Pfarrkirche St. Marien in Schmelz

Die Kirche St. Marien ist eine römisch-katholische Pfarrkirche im saarländischen Schmelz, Landkreis Saarlouis. Sie ist dem Gedenken der Sieben Schmerzen der Maria gewidmet. In der Denkmalliste des Saarlandes ist die Kirche als Einzeldenkmal aufgeführt. Am 7. April 2022 musste die Pfarrkirche „infolge der Absturzgefahr der Pieta am Eingangsgiebel“ gesperrt werden.

## Geschichte

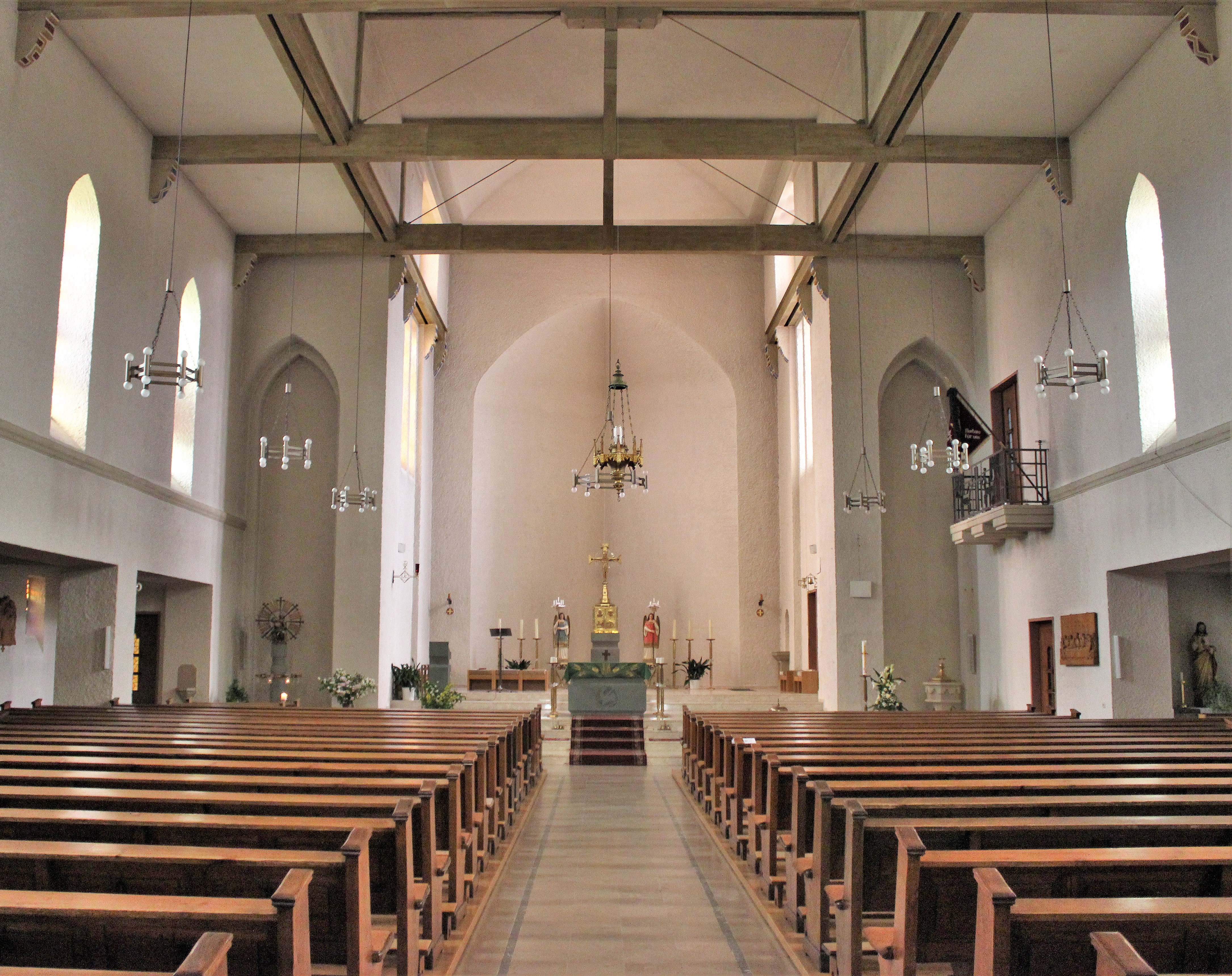
Blick ins Innere der Kirche

Gegen Ende des 19. Jahrhunderts war die Pfarrkirche der Pfarrei Bettingen, zu der auch die katholischen Bewohner von Außen gehörten (Bettingen und Außen bilden seit 1937 den Ort Schmelz), zu klein geworden. Da die Außener nach mehr Selbständigkeit drängten, stieß der Plan des damaligen Pfarrers Kaas eine neue größere Pfarrkirche in Bettingen zu errichten in Außen auf Widerstand und scheiterte schließlich, als Pfarrer Kaas im Mai 1911 verstarb. Der Wunsch der Außener Katholiken nach einer eigenen Kirche wurde immer größer, sodass ein Kirchenbauverein gegründet wurde, mit dem Zweck, die notwendigen Finanzmittel für einen Kirchenbau in Außen zu sammeln. Als die finanziellen Mittel bereits bald darauf vorhanden waren, konnte das Bauvorhaben begonnen werden. Zuerst wurde im Jahr 1914 die alte Kapelle in Außen zu einer einfachen Hallenkirche aus Backsteinen mit einer primitiven Dachkonstruktion erweitert, die als Notkirche diente.
Am 18. Februar 1920 wurde die Bettinger Filiale Außen durch eine Urkunde des Trierer Bischofs Michael Felix Korum zur selbständigen Kapellengemeinde erklärt. Die endgültige Erhebung zur Pfarrei erfolgte im Jahr 1926 durch Bischof Franz Rudolf Bornewasser.
Durch die Erhebung zur Pfarrei erhielt auch der Wunsch nach einer neuen Pfarrkirche, die die Notkirche ablösen sollte, neuen Auftrieb. Am 21. September 1930 kam es zur Grundsteinlegung für das neue Gotteshaus, das nach Plänen der Architektengemeinschaft Ludwig Becker und Anton Falkowski (Mainz) errichtet wurde.  Die Einweihung der nach vierjähriger Bauzeit fertiggestellten Kirche, konnte am 28. April 1934 vorgenommen werden.

## Architektur

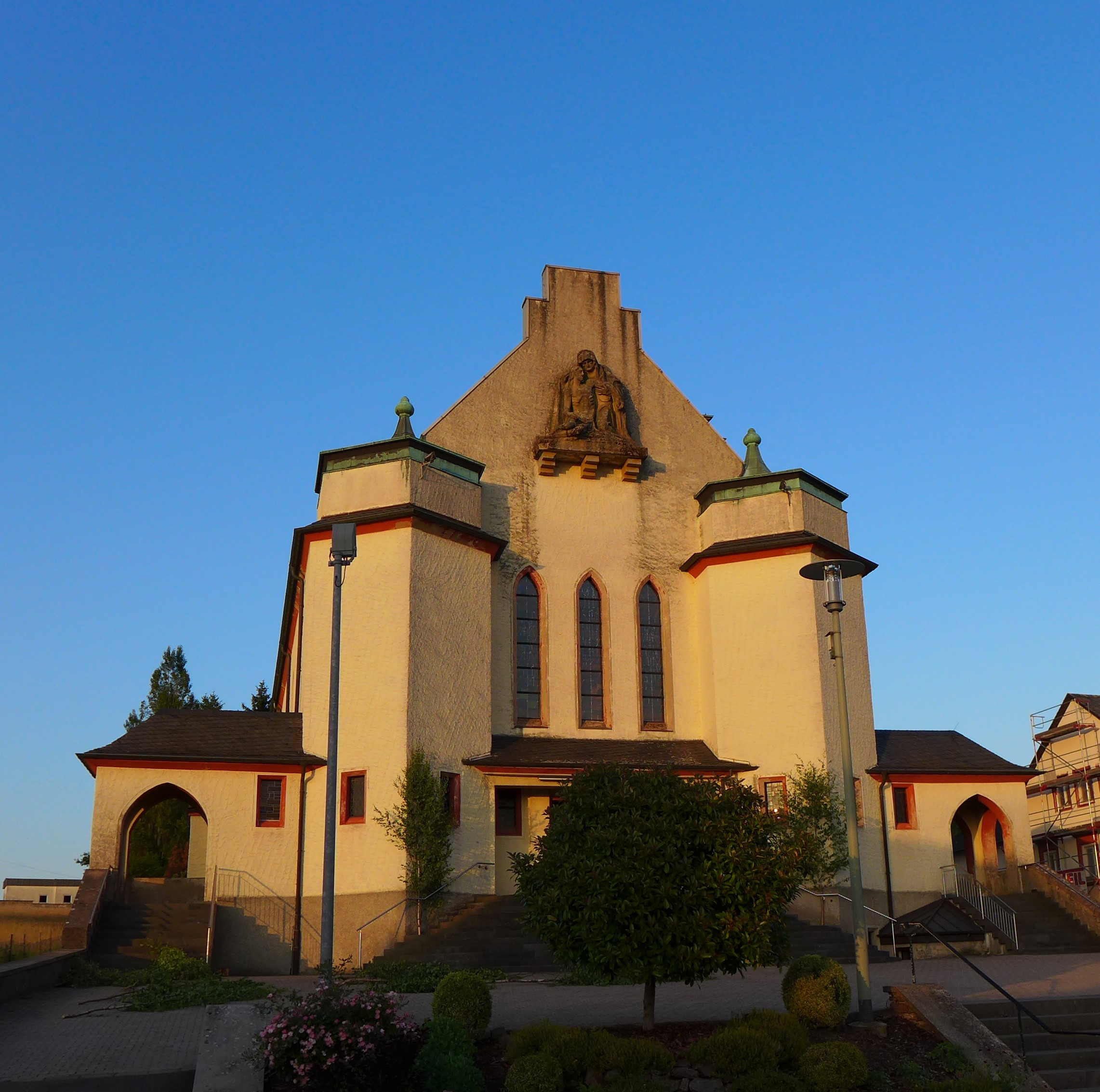
Portalfassade
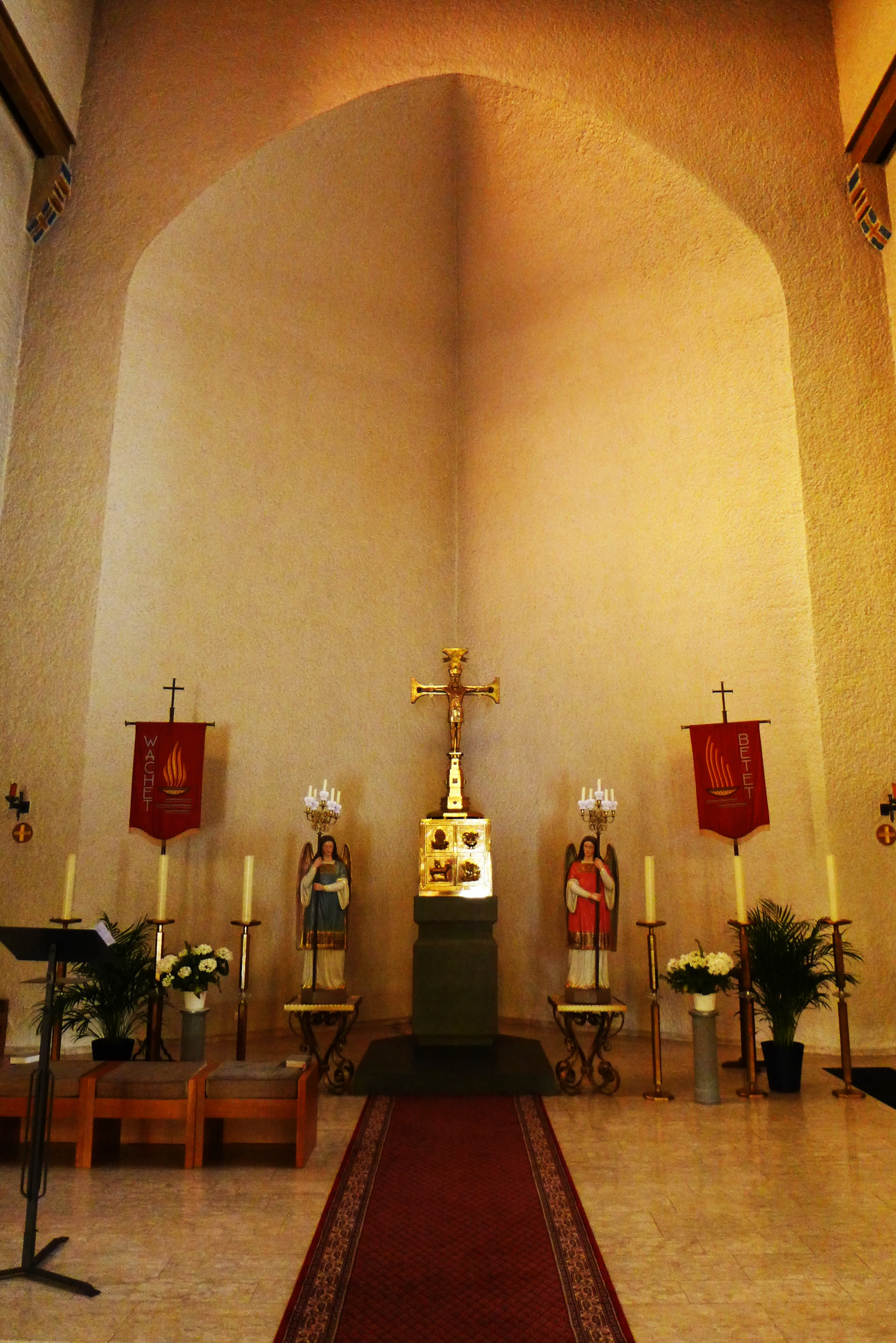
Zweiseitige Apsis
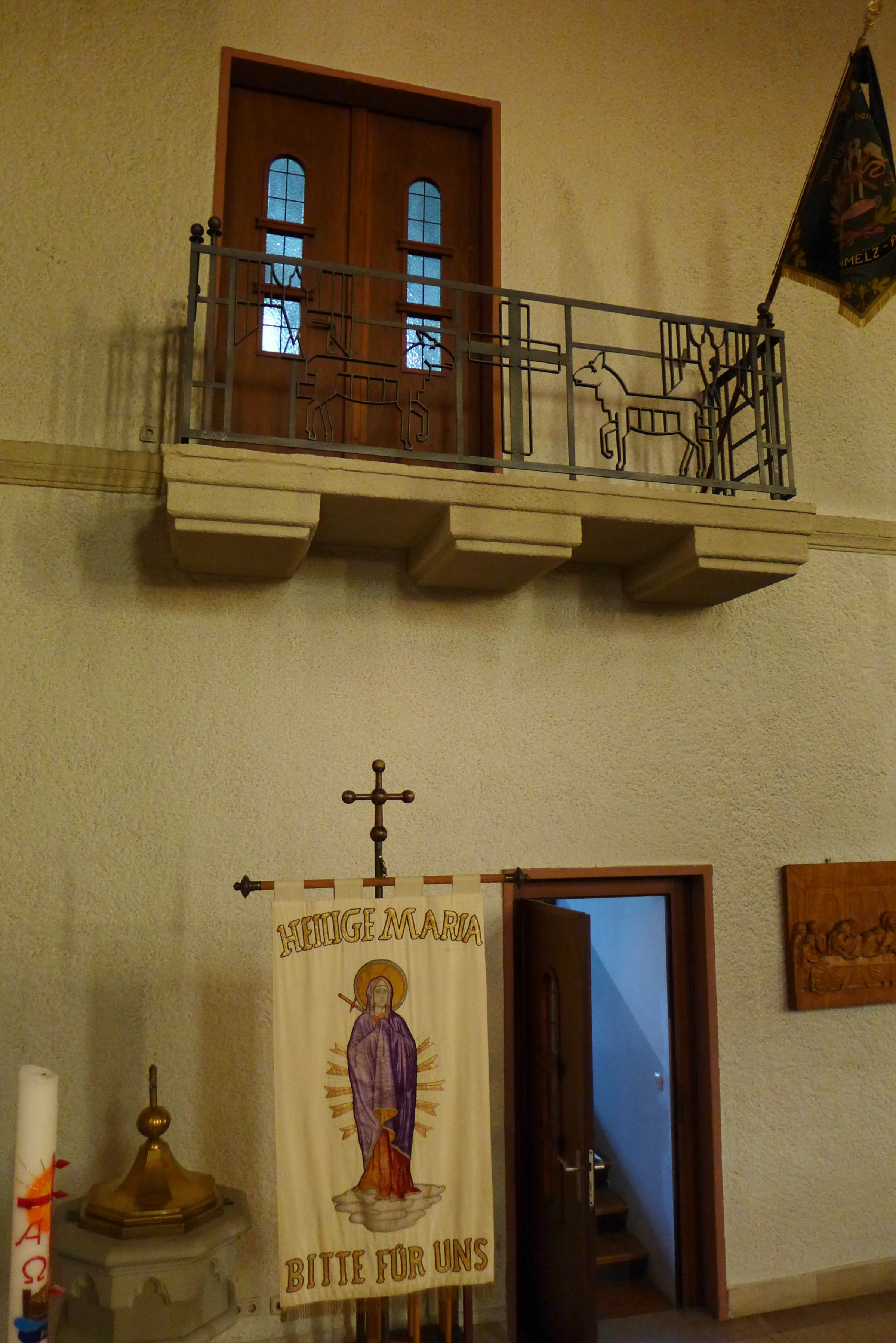
Balkon im Chorbereich
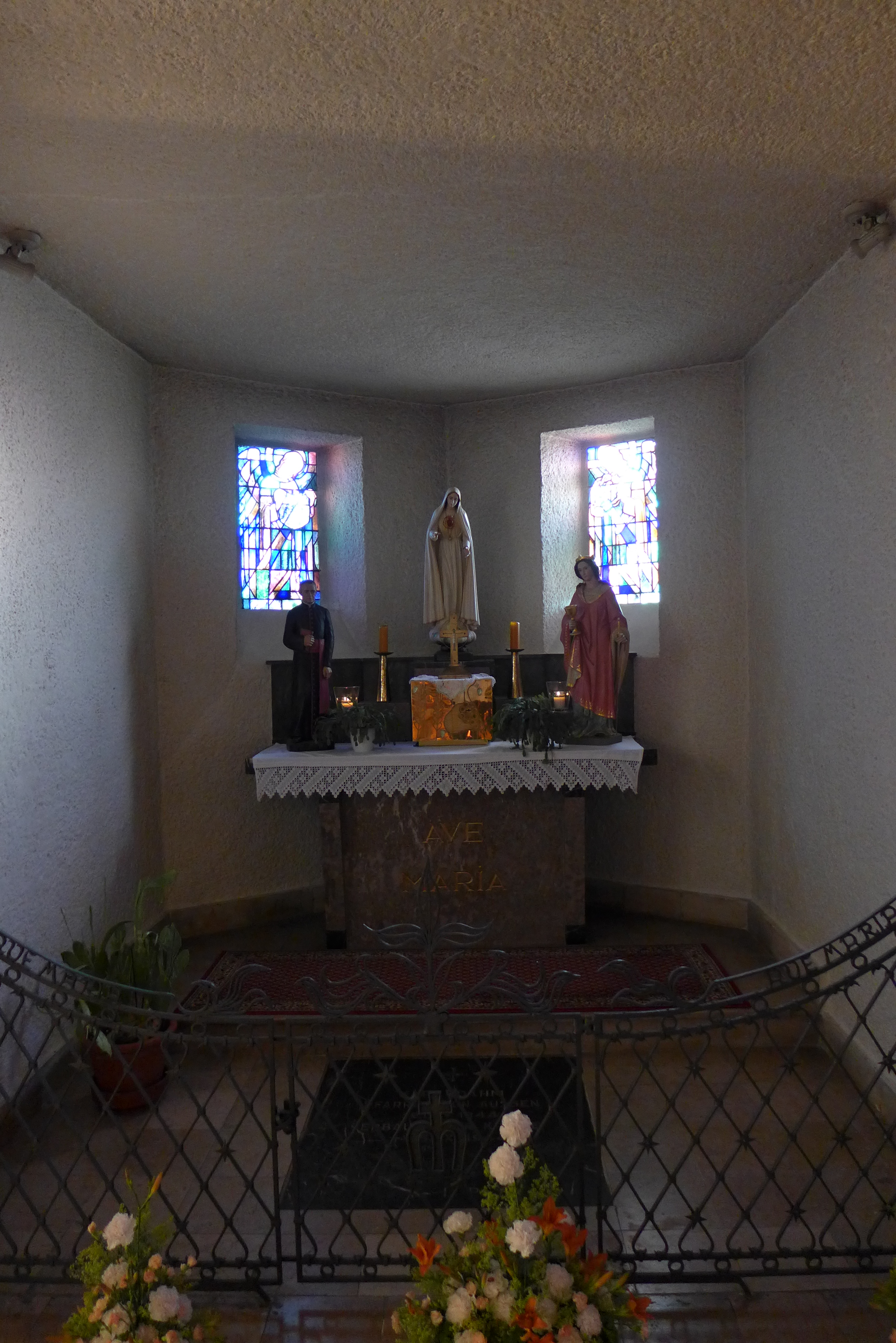
Pylon-Kapelle

### Äußeres
Die Westfassade des wuchtigen Sakralbaues weist eine Dreiteilung auf, wobei der Mittelteil von zwei zweiseitig schließenden Vorbauten flankiert wird. Der Haupteingang ist durch eine horizontale Portalhalle akzentuiert. Die Horizontallinie zieht sich seitlich der pylonartigen Vorbauten weiter. Hier stehen kleine spitzbogige Seitendurchgänge, die als Vorhallen der Seiteneingänge dienen. Die drei großen Fenster der Fassade sind wie die Obergadenfenster des Schiffes als Lanzettöffnungen mit Spitzbögen gestaltet. Insgesamt verleihen sie dem Bau eine gotisierende Reminiszenz. Die Giebelspitze der Portalfassade ist gestuft. Der Giebel selbst ist mit einem kraftvollen Pietà-Relief geschmückt. Der Kirchturm ist seitlich im Südosten positioniert. Das Mauerwerk des Baues ist verputzt. Die Anlage einer Zweiturmfassade bleibt rudimentär. Auch der Hauptturm wirkt gegenüber seinen gotischen Vorbildern abstrahierend gestutzt. Historische Bezüge auf die Architekturgeschichte sind nur noch in Ansätzen vorhanden und nur noch in Einzelelementen spürbar. Der Schmelzer Sakralbau ist dem Abstraktions-Historismus zuzuordnen. Zwar existieren noch wichtige Aspekte des Basilikatypus, doch ordnen sich die Seiten dem Hauptschiff völlig unter. Der Kirchenraum ist optisch als Saalbau disponiert.

### Inneres

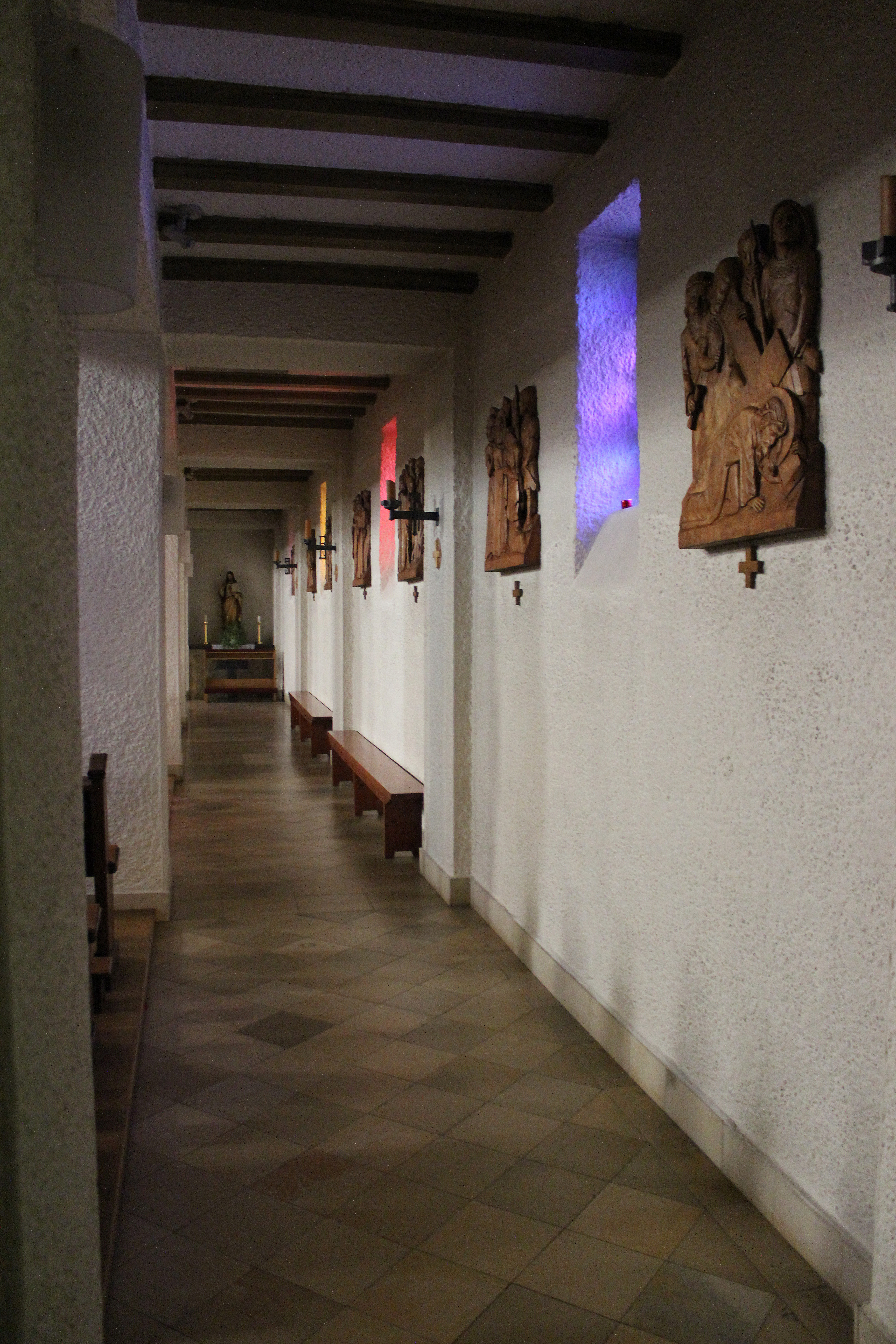
Blick in das rechte Seitenschiff

Die dreischiffige Basilika verfügt über ein breites Langhaus, das aus fünf Jochen gebildet wird. Die Seitenschiffe sind als schmale Gänge gestaltet und weisen im Vergleich mit dem Mittelschiff eine relativ niedrige Höhe auf. Kräftige, ungegliederte Rechteck-Pfeiler mit breiten horizontalen Abschlüssen sowie ein Wechsel von Unterzügen und Holzbalken verringern die Raumhöhe der Seitenschiffe zusätzlich. Die abgestufte Flachdecke des Mittelschiffes ist durch starke Holzbalken auf Konsolen gegliedert, deren Abschnitte sich auf die Obergadenfenster beziehen. Arkadenzone und Obergaden sind durch ein einfaches Gesims, das gleichzeitig als Sohlbank der Obergadenfenster dient, voneinander geschieden. Für die ehemaligen Seitenaltäre in den Chorwänden öffnen sich hohe und schmale Spitzbogennischen. Hinsichtlich ihrer Belichtung sind die Seitenschiffe mit ihren kleinen Fenstern sowie die Chornischen dunkel gehalten, während das Hauptschiff durch hohe spitzbogige Obergadenfenster heller ausgelichtet ist.
Der Chorbereich ist gegenüber dem Langhaus eingezogen und schließt seinerseits mit einer wiederum eingezogenen und in der Höhe abgesetzten Apsis. Diese ist zweiseitig geformt und erinnert wie die Portalpylonen durch ihre von der Formenlehre der Gotik abweichende Abstraktion nur noch entfernt an mittelalterlich-gotische Polygonalität. Der Chorbereich erhält durch hohe Fensterbahnen Seitenlicht, das den Altarbereich geheimnisvoll beleuchtet.

## Ausstattung

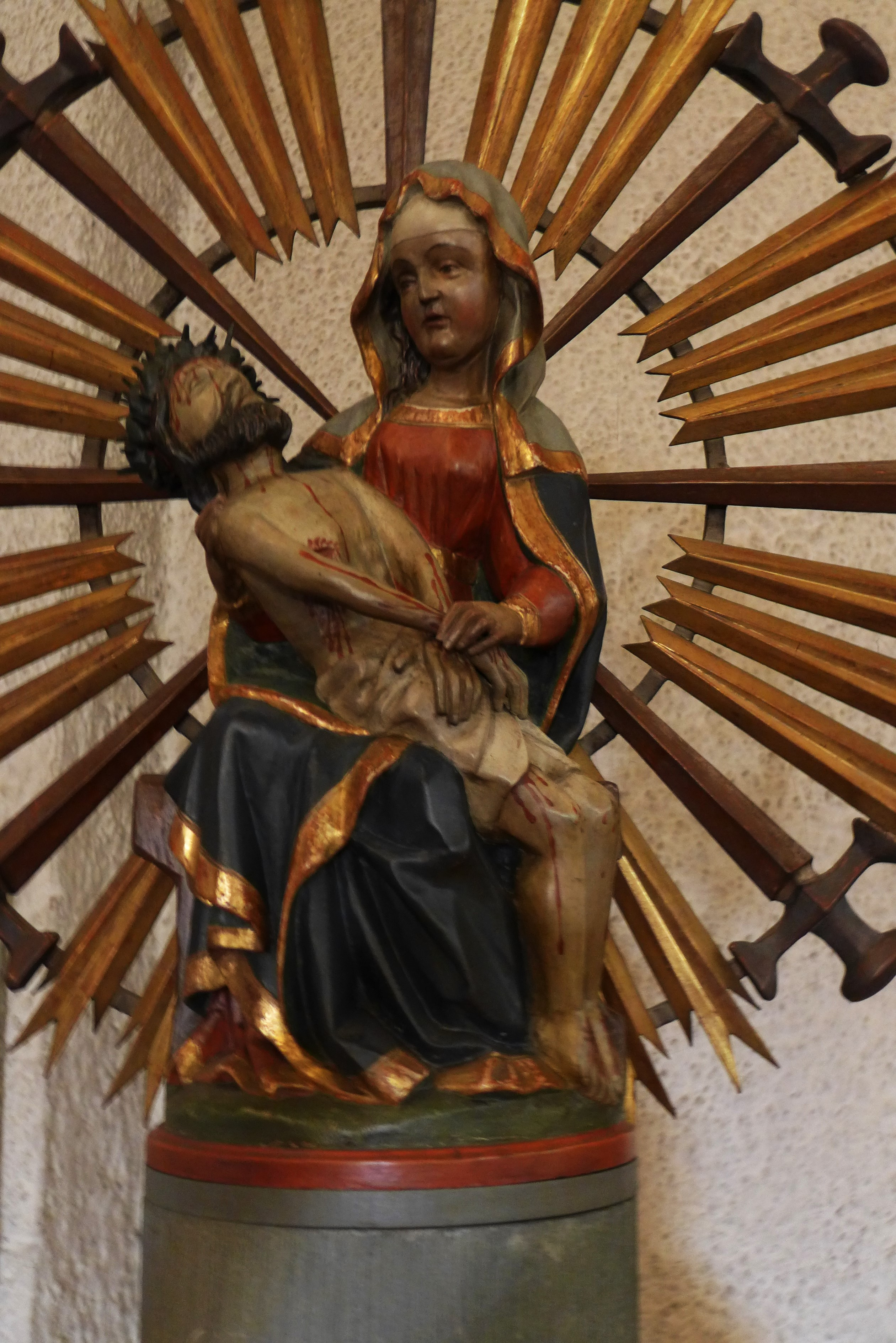
Pietà
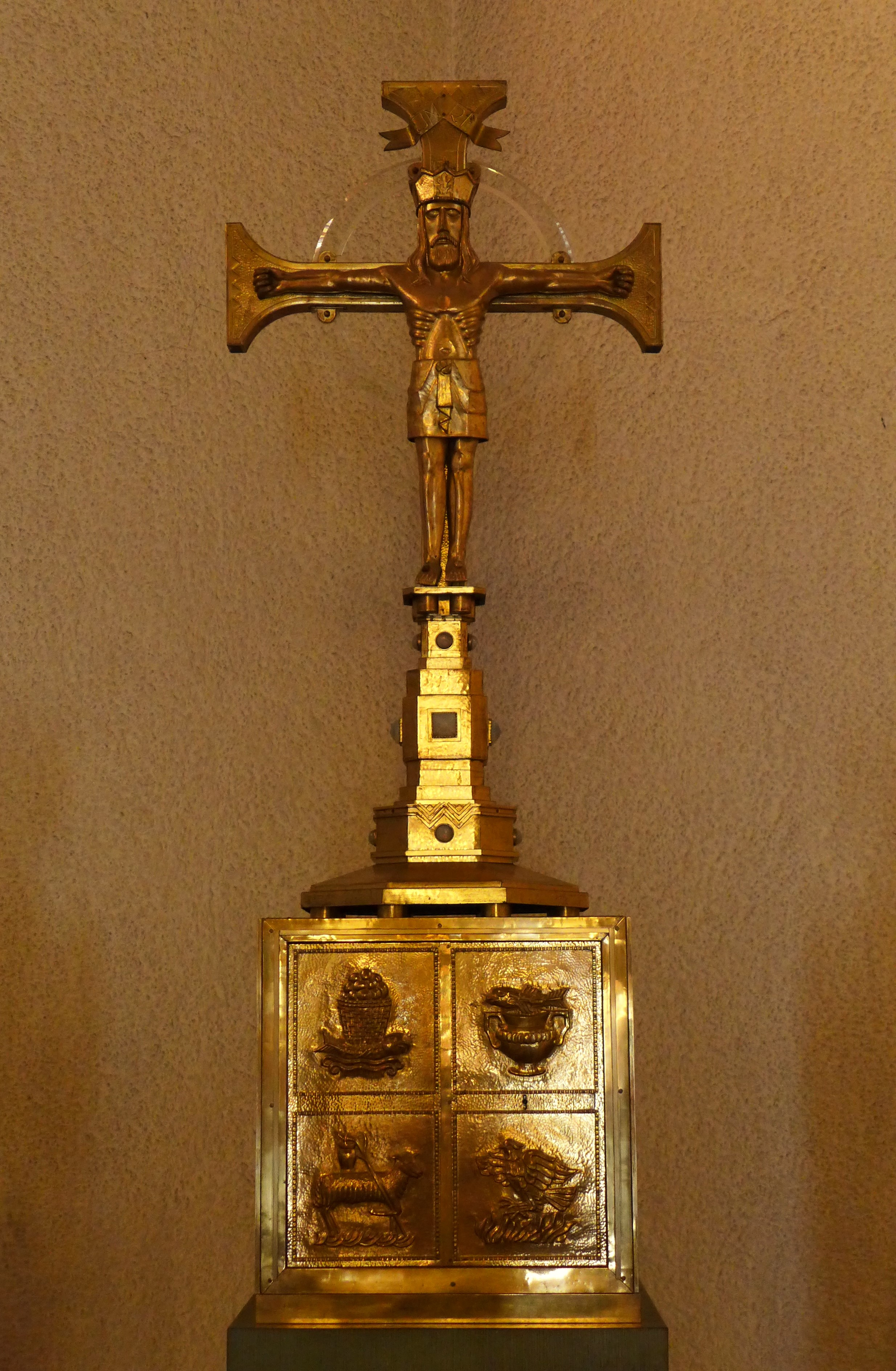
Tabernakel mit Kreuz

Zur Ausstattung der Kirche gehört eine mittelalterliche Pietà, die von Maler und Bildhauer Ernst Alt (Saarbrücken), restauriert und nachträglich mit einem Schwerterkranz ergänzt wurde.
Bemerkenswert sind auch die Fenster der Gebr. Binsfeld (Trier), die beim Einfall von starkem Sonnenlicht, besonders in den gangartigen Seitenschiffen, dem Raum eine mystisch-glühende Aura verleihen.

## Orgel

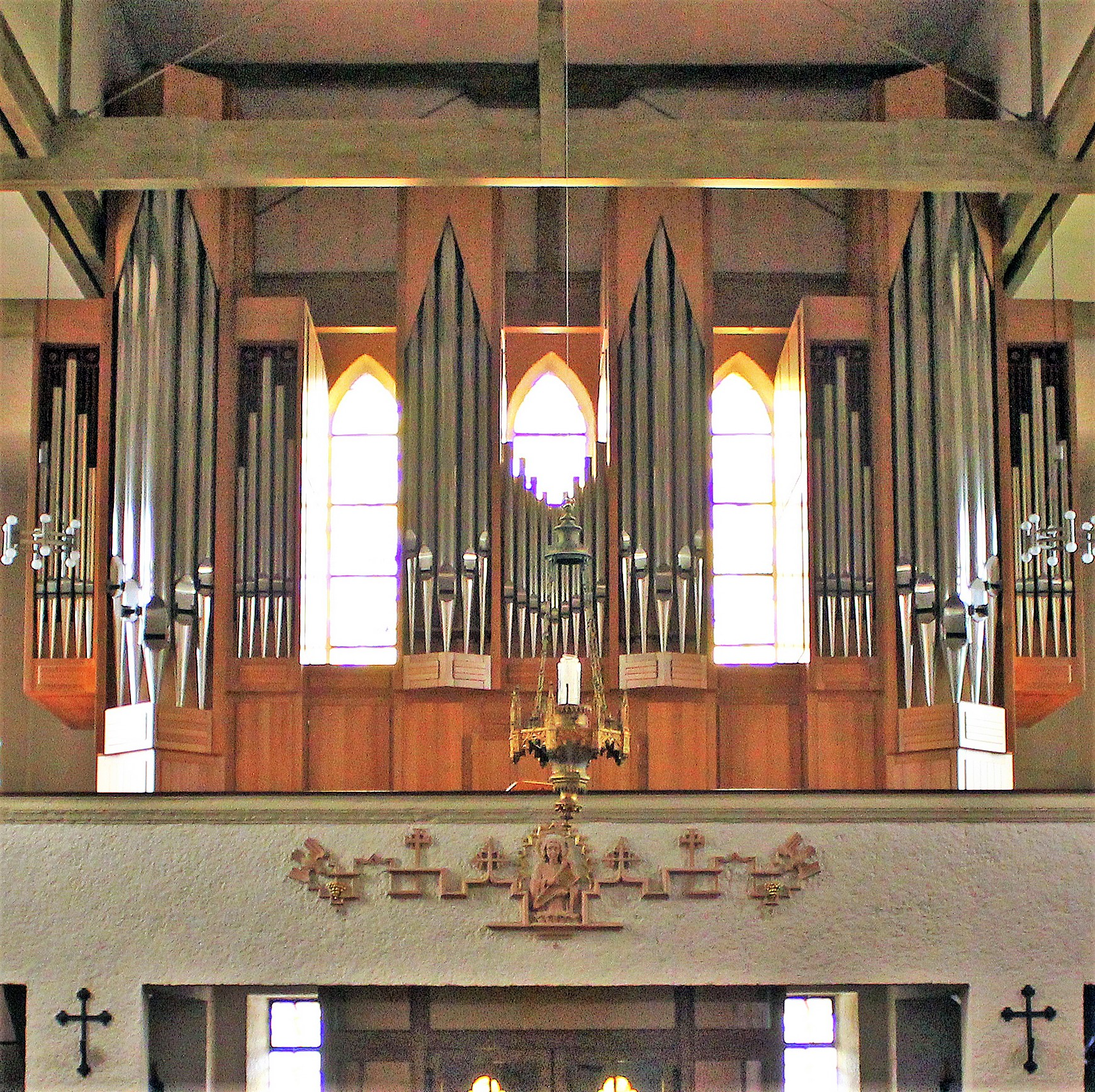
Blick vom Altarraum zur Orgelempore

Die Orgel der Kirche wurde 1999 von der Firma Hugo Mayer (Heusweiler) erbaut. Das auf einer Empore aufgestellte Schleifladen-Instrument verfügt über 31 klingende Register, verteilt auf zwei Manuale und Pedal. Die Spieltraktur ist mechanisch, die Registertraktur ist elektrisch. Das Orgelgehäuse ist aus massiver Eiche gefertigt.
Bei der Konzeption der Orgel stand die Epoche der französischen Romantik Pate, was sich an der Disposition erahnen lässt. Im Hinblick auf Mensurierung und Intonation wurde das Instrument so ausgelegt, dass sich alle Werke der Orgel in das Klangbild der französischen Romantik einfügen. Verschiedene Register orientieren sich an Mensurenvorlagen des französischen Orgelbauers Aristide Cavaillé-Coll, vor allem die Mixturen und die Zungen.
Die Disposition lautet wie folgt:
| I Grand Orgue C–g3 |              |        |
| 1.                 | Bourdon      | 16′    |
| 2.                 | Principal    | 8′     |
| 3.                 | Konzertflöte | 8′     |
| 4.                 | Gambe        | 8′     |
| 5.                 | Bourdon      | 8′     |
| 6.                 | Octave       | 4′     |
| 7.                 | Holzflöte    | 4′     |
| 8.                 | Quinte       | 2 ⁄3′  |
| 9.                 | Octave       | 2′     |
| 10.                | Terz         | 1 3⁄5′ |
| 11.                | Mixtur IV–V  | 1 ⁄3′  |
| 12.                | Trompete     | 8′     |

| II Récit expressif C–g3 |                      |        |
| 13.                     | Praestant            | 8′     |
| 14.                     | Rohrflöte            | 8′     |
| 15.                     | Salicional           | 8′     |
| 16.                     | Voix céleste         | 8′     |
| 17.                     | Principal            | 4′     |
| 18.                     | Flûte octaviante     | 4′     |
| 19.                     | Fugara               | 4′     |
| 20.                     | Nazard               | 2 ⁄3′  |
| 21.                     | Doublette            | 2′     |
| 22.                     | Tierce               | 1 3⁄5′ |
| 23.                     | Plein jeu IV–VI      | 2′     |
| 24.                     | Basson               | 16′    |
| 25.                     | Trompette harmonique | 8′     |
| 26.                     | Hautbois             | 8′     |
|                         | Tremulant            |        |

| Pédale C–f1 |                           |       |
| 27.         | Principal                 | 16′   |
| 28.         | Subbass                   | 16′   |
|             | Octave (Ext. Nr. 27)      | 8′    |
|             | Gedecktbass (Ext. Nr. 28) | 8′    |
| 29.         | Choralbass                | 4′    |
| 30.         | Mixtur IV                 | 2 ⁄3′ |
| 31.         | Posaune                   | 16′   |
|             | Trompete (Ext. Nr. 31)    | 8′    |

- Koppeln:
  - Normalkoppeln: II/I, I/P, II/P
  - Suboktavkoppeln: II/II
  - Superoktavkoppeln: II/P
- Spielhilfen: 4000 Setzerkombinationen